# Hendrich Jordan

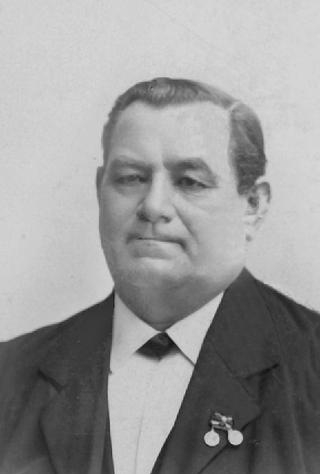
Hendrich Jordan

Hendrich Jordan (ur. 20 lutego 1841 w Tzschelln, Łużyce Górne, zm. 3 marca 1910 w Papitz (Popojce), Łużyce Dolne) – serbołużycki folklorysta, wydawca i nauczyciel w Popojcach. Z pochodzenia Górnołużyczanin, jednak działał na Łużycach Dolnych. Zbieracz pieśni, bajek i przypowieści łużyckich. Jordan był głównym działaczem Dolnołużyckiego oddziału Macierzy Serbskiej w Chociebużu.

## Dorobek literacki
- "Zběrka delnjołužiskich ludowych bajkow" (1876-79),
- "Cytanka" w jęz. dolnołużyckich dla samouków (1883),
- "Pismowstwo delnjołužiskich Serbow" (wot 1881-1900).